# ジョニー・クエト
- ジョニー・クウェート
- ジョニー・クエイト

ジョニー・ブレント・クエト・オルティス（Johnny Brent Cueto Ortiz, 1986年2月15日 - ）は、ドミニカ共和国サン・ペドロ・デ・マコリス州サンペドロ・デ・マコリス出身のプロ野球選手（投手）。現在は、フリーエージェント（FA）。右投右打。

## 経歴

### プロ入りとレッズ時代

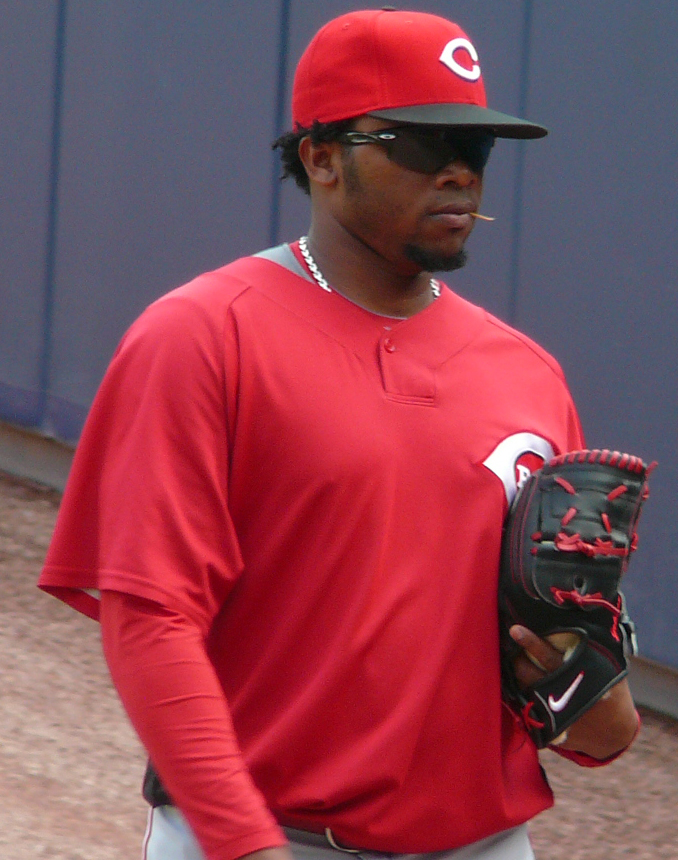
シンシナティ・レッズ時代
（2009年9月4日）

2004年3月16日にアマチュア・フリーエージェントでシンシナティ・レッズと契約してプロ入り。
2006年5月13日、A級デイトン・ドラゴンズ所属時の試合で雨のため5回でコールドゲームとなったが、クエトは球団史上初のノーヒットノーランを達成した。同年から2年連続で球団傘下の最優秀マイナー投手に選出された。
2008年は開幕からメジャーに初昇格した。チームの3試合目となった4月3日にデビューを果たし、7回1失点、10奪三振の好投で勝利投手となり、1900年以降の球団史上初のデビュー戦で二桁奪三振を達成。メジャー1年目を9勝14敗、174イニング、防御率4.81、158奪三振、WHIP1.41という、新人としてはまずまずの成績で終えた。
2009年はシーズン開幕前の3月に開催された第2回WBCのドミニカ共和国代表に選出された。シーズンでは、6月終了時点で7勝4敗、防御率2.86とオールスター選出に値する成績を記録。しかし、7月以降は4勝7敗、防御率6.48と成績が悪化した。
2010年は先発ローテーションの3番手としてシーズンを迎えた。5月11日のピッツバーグ・パイレーツ戦では、被安打1（内野安打）、無四球、1死球、102球という圧巻の投球内容で、自身初の完封勝利を記録した。8月10日のセントルイス・カージナルス戦で初回に起きた乱闘での行為が「暴力的かつ攻撃的な行為」とみなされ、同月12日から7試合の出場停止となった。その乱闘の中で、カージナルスのクリス・カーペンターやジェイソン・ラルーを蹴り、怪我を負わせた。特にラルーはこれにより脳震盪を起こし、その後遺症に苦しみ、同シーズン限りで現役を引退した。このシーズンは12勝7敗、防御率3.64を記録し、この年のディビジョンシリーズの第3戦目に先発登板するも、5回2失点で敗戦投手となった。シーズンオフに4年総額2700万ドルでレッズと再契約した。
2011年は開幕を故障者リストで迎えるも、5月8日に復帰した。開幕に出遅れたため、しばらく規定投球回に乗らなかったが、7月31日のサンフランシスコ・ジャイアンツ戦で9回3安打で完封を記録すると、シーズン初めて規定投球回に乗り、防御率1.72でリーグトップに躍り出た。その後は規定投球回の狭間を行き来していたが、8月25日の時点では、防御率2.03としジェレッド・ウィーバーと並び、再び防御率トップとなった。しかし、9月15日のシカゴ・カブス戦の後に背中の張りを訴え、戦線離脱。最終的に156イニングを投げ、防御率2.31を記録した。仮に残り6イニングを投げ無失点に抑えていれば、最優秀防御率のタイトルを獲得していた。この年の6月頃から野茂英雄のような上半身を捻るトルネード投法に変化している。
2012年は自身初めて開幕投手を務めた。その試合では7回無失点で勝利投手となると、その後も白星を重ね、自己最多の19勝を記録した。ディビジョンシリーズの第1戦に先発するも、わずか8球を投げたところで背中の張りを訴えて降板した。サイ・ヤング賞の投票では4位だった。
2013年は故障を繰り返して計3度故障者リストに登録されたため、11試合の先発登板に留まった。しかし、投げた試合では好投を見せ、5勝2敗、防御率2.82、WHIP1.06を記録した。10月1日のピッツバーグ・パイレーツとのワイルドカードゲームで先発登板したが、敵地でのパイレーツファンから「クエトコール」の大合唱で精神を揺さぶられるなど本来の調子を出せず、4回途中4失点で降板し、敗戦投手となり、チームの敗退の一因となった。
2014年は好調を維持し、オールスターに初選出された（登板はなし）。自己最多タイの19勝を記録して迎えた9月28日のパイレーツ戦では、自らのバットで勝ち星を引き寄せ、20勝目を挙げた。最終的には、いずれもナ・リーグトップの34先発登板、243.2イニングに投げ、防御率2.25（リーグ2位）、20勝（同2位）、242奪三振（同1位タイ）という素晴らしい成績を残した。この活躍が評価され、オフのサイ・ヤング賞投票ではクレイトン・カーショウに次ぐ2位にランクインした。
2015年の前半戦、19試合で7勝6敗、防御率2.62、WHIP0.93という成績を残していたが、契約の最終年かつ、チームがプレーオフ進出争いから脱落していたため、後述のトレードでチームを離れた。

### ロイヤルズ時代

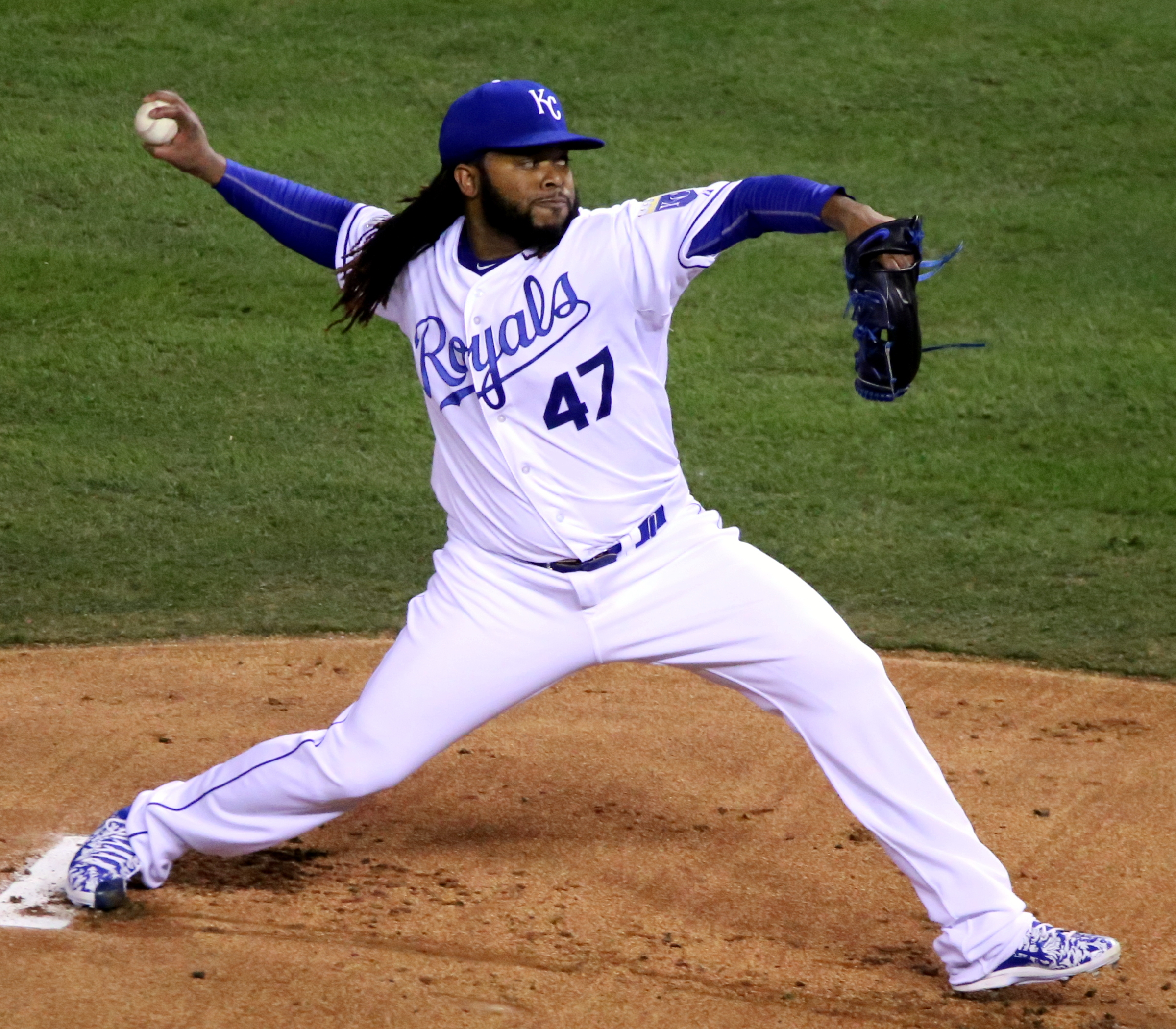
カンザスシティ・ロイヤルズ時代
（2015年11月28日）

2015年7月26日にブランドン・フィネガン、ジョン・ラム、コディ・リード+金銭のトレードで、カンザスシティ・ロイヤルズへ移籍した。ロイヤルズでは、プレーオフ進出争いをするチームの先発ローテーションに加わったが、加入からシーズン終了までに4勝7敗、防御率4.76で、期待通りの活躍とは言えなかった。この年、2チーム合計では32試合に先発登板し、2つの完封勝利を含む11勝13敗、防御率3.44、176奪三振、WHIP1.13という成績を残した。
レギュラーシーズンでは本調子を発揮出来なかったが、ヒューストン・アストロズとのディビジョンシリーズで2勝2敗のタイで迎えた第5戦で8回2失点の好投を見せ、チームをリーグチャンピオンシップシリーズに導いた。リーグチャンピオンシップシリーズでは第3戦に先発登板して8失点で敗戦投手になったが、ワールドシリーズでは第2戦で1失点の完投勝利を記録し、シリーズ制覇に貢献した。オフの11月2日にFAとなった。

### ジャイアンツ時代

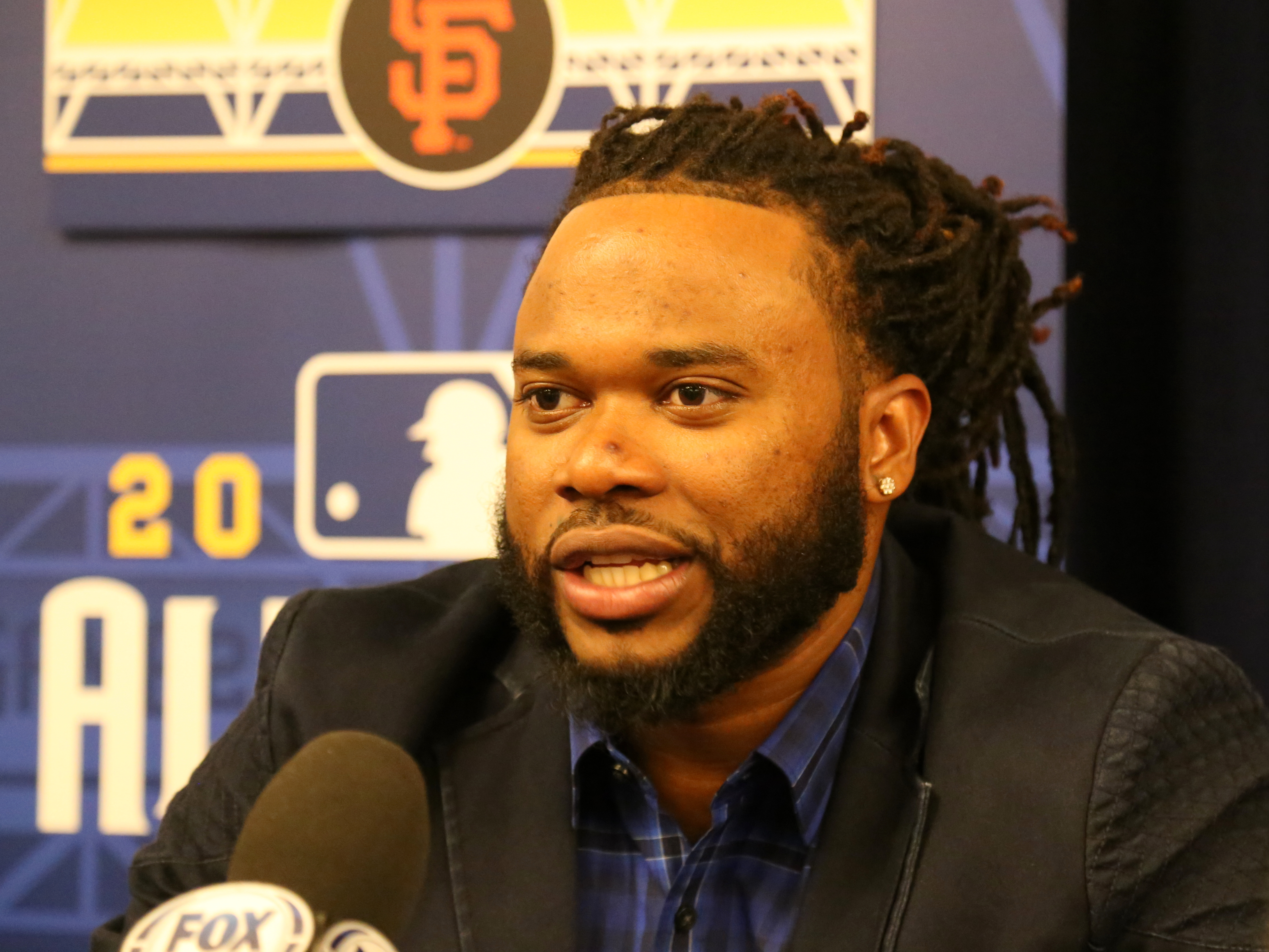
サンフランシスコ・ジャイアンツ時代
（2016年7月11日）

2015年12月16日にジャイアンツと6年総額1億3000万ドルの契約（2022年・2200万ドルの球団側選択オプション付）を結んだ。チームの先発ローテーションではエースのマディソン・バンガーナーに次ぐ2番手または彼と同等のポジションの確立を期待された。
2016年4月26日のサンディエゴ・パドレス戦では自身7度目の完封勝利を記録したが、スコア1-0は初めてのことだった。なお、この味方の1得点は自身の犠打によって進塁した走者による得点であった。5月24日のパドレス戦では自身の代打ハンター・ペンスのサヨナラ打により1-0の完封勝利を記録した。シーズン序盤から安定した成績を続け、チームメイトのバンガーナーと並びチームを牽引した。前半戦終了時点で防御率でナ・リーグ3位、勝利数、イニング数で同1位につけ、オールスターにも選出された。クエトよりも防御率の良かったカーショウ、バンガーナーが共に出場を辞退したこともあり、ナ・リーグの先発投手に指名された。試合では元同僚のエリック・ホズマー、サルバドール・ペレスに本塁打を浴び、1.2イニングを3失点で敗戦投手となった。シーズン通算ではチーム最多勝となる18勝5敗、防御率2.79、WHIP1.09の好成績を記録した。10月7日、カブスとのディビジョンシリーズ第1戦に先発。8回裏にハビアー・バエズに決勝となるソロ本塁打を打たれ、カブス打線をこの1点に抑えたものの完投で敗戦投手となった。チームは1勝3敗でディビジョンシリーズ敗退に終わった。
2017年はシーズン開幕前の2月8日に第4回WBCのドミニカ共和国代表に選出され、2大会ぶり2度目の選出を果たした。
シーズンでは序盤から不調で、エースのバンガーナーが長期離脱をしたチーム状況でエースの代役とはなれなかった。7月14日のパドレス戦では右手の指のまめにより4回で降板、翌15日から故障者リスト入りとなった。9月1日に復帰した。この故障者リスト入りの影響もあって25試合の先発で147.1イニングの投球回に留まり、4年ぶりに規定投球回に到達せず、昨シーズンより70イニング以上投球回が減った一方で、自責点は逆に増えるほど打たれ、8勝8敗、防御率4.52だった。オフの11月4日にオプトアウトを行使せずにチームに残留することを球団が発表した。
2018年は4月を防御率0.84でスタートしたが、5月7日に右ひじの故障で離脱。7月に復帰するも調子を落とし、8月1日にトミー・ジョン手術を受けることが発表され、シーズンを終えた。
2019年9月10日のパイレーツ戦でメジャー復帰し、5回無失点に抑えた。しかし後半に炎上し、4先発、防御率5.06で終えた。
2020年は開幕投手に指名された。
2021年シーズン終了後にFAとなった。

### ホワイトソックス時代
2022年4月5日にシカゴ・ホワイトソックスとマイナー契約を結んだ。傘下のAAA級シャーロット・ナイツでの4試合の先発登板を経て5月16日にメジャー契約を結んでアクティブ・ロースター入りし、同日のロイヤルズ戦で先発して勝ちは付かずも6回を無失点と好投した。オフの11月6日にFAとなった。

### マーリンズ時代
2023年1月19日に、マイアミ・マーリンズと2年目のクラブオプションが付いた1年総額850万ドルの契約を結んだ。
シーズン開幕前の3月には第5回WBCのドミニカ共和国代表に選出され、2大会ぶり3度目の選出を果たした。
オフの11月3日に契約延長オプションを破棄され、FAとなった。

### レンジャーズ傘下時代
2024年4月23日にテキサス・レンジャーズとマイナー契約を結んだ。7月2日にオプトアウト条項を行使し、フリーエージェントとなった。

### エンゼルス時代
2024年7月20日にロサンゼルス・エンゼルスとマイナー契約を結んだ。エンゼルスでは2試合に先発登板したが、9月2日にフリーエージェントとなった。

## 選手としての特徴
公称180cmとメジャーリーガーとしては小柄な体格ながら、最速97.6mph（約157km/h）・平均91-93mph（146-150km/h）の速球（フォーシーム、ツーシーム）を中心に、88mph（約142km/h）前後のカッター、84mph（約135km/h）前後のスライダー、83mph（約134km/h）前後のチェンジアップを投げ分け、稀に74mph（約119km/h）前後のカーブも使用する。
野茂英雄のトルネード投法を彷彿とさせる、打者に対してほぼ真後ろを向くほど全身を捻って投げる、特徴的な投球フォームを持つ。基本的にはチェンジアップ、ツーシームを低めに集めてゴロを打たせる投球スタイルであるが、要所ではフォーシームで空振りを取ることもでき、2014年には最多奪三振も獲得している。走者がいない場面でもクイックで投げたり、体を捻る際に肩を小刻みに揺らして溜めを作るなどして打者の間合いを外す変則的な投球も行う。ただ、この溜めが災いしてたまにではあるがボークを取られる時もある。

## 詳細情報

### 年度別投手成績
| 年 度     | 球 団     | 登 板 | 先 発 | 完 投 | 完 封 | 無 四 球 | 勝 利 | 敗 戦 | セ 丨 ブ | ホ 丨 ル ド | 勝 率 | 打 者 | 投 球 回 | 被 安 打 | 被 本 塁 打 | 与 四 球 | 敬 遠 | 与 死 球 | 奪 三 振 | 暴 投 | ボ 丨 ク | 失 点 | 自 責 点 | 防 御 率 | W H I P |
| --------- | --------- | ----- | ----- | ----- | ----- | -------- | ----- | ----- | -------- | ----------- | ----- | ----- | -------- | -------- | ----------- | -------- | ----- | -------- | -------- | ----- | -------- | ----- | -------- | -------- | ------- |
| 2008      | CIN       | 31    | 31    | 0     | 0     | 0        | 9     | 14    | 0        | 0           | .391  | 769   | 174.0    | 178      | 29          | 68       | 1     | 14       | 158      | 6     | 1        | 101   | 93       | 4.81     | 1.41    |
| 2009      | CIN       | 30    | 30    | 0     | 0     | 0        | 11    | 11    | 0        | 0           | .500  | 740   | 171.1    | 172      | 24          | 61       | 0     | 14       | 132      | 4     | 0        | 90    | 84       | 4.41     | 1.36    |
| 2010      | CIN       | 31    | 31    | 1     | 1     | 1        | 12    | 7     | 0        | 0           | .632  | 780   | 185.2    | 181      | 19          | 56       | 5     | 9        | 138      | 5     | 2        | 79    | 75       | 3.64     | 1.28    |
| 2011      | CIN       | 24    | 24    | 3     | 1     | 0        | 9     | 5     | 0        | 0           | .643  | 631   | 156.0    | 123      | 8           | 47       | 0     | 10       | 104      | 5     | 1        | 51    | 40       | 2.31     | 1.09    |
| 2012      | CIN       | 33    | 33    | 2     | 0     | 2        | 19    | 9     | 0        | 0           | .679  | 888   | 217.0    | 205      | 15          | 49       | 5     | 12       | 170      | 1     | 3        | 73    | 67       | 2.78     | 1.17    |
| 2013      | CIN       | 11    | 11    | 0     | 0     | 0        | 5     | 2     | 0        | 0           | .714  | 242   | 60.2     | 46       | 7           | 18       | 1     | 1        | 51       | 1     | 0        | 20    | 19       | 2.82     | 1.06    |
| 2014      | CIN       | 34    | 34    | 4     | 2     | 1        | 20    | 9     | 0        | 0           | .690  | 961   | 243.2    | 169      | 22          | 65       | 2     | 15       | 242      | 1     | 1        | 69    | 61       | 2.25     | 0.96    |
| 2015      | CIN       | 19    | 19    | 1     | 1     | 0        | 7     | 6     | 0        | 0           | .538  | 516   | 130.2    | 93       | 11          | 29       | 1     | 6        | 120      | 0     | 4        | 42    | 38       | 2.62     | 0.93    |
| 2015      | KC        | 13    | 13    | 1     | 1     | 1        | 4     | 7     | 0        | 0           | .364  | 350   | 81.1     | 101      | 10          | 17       | 0     | 2        | 56       | 0     | 0        | 45    | 43       | 4.76     | 1.45    |
| '15計     | KC        | 32    | 32    | 2     | 2     | 1        | 11    | 13    | 0        | 0           | .458  | 866   | 212.0    | 194      | 21          | 46       | 1     | 8        | 176      | 0     | 4        | 87    | 81       | 3.44     | 1.13    |
| 2016      | SF        | 32    | 32    | 5     | 2     | 0        | 18    | 5     | 0        | 0           | .783  | 881   | 219.2    | 195      | 15          | 45       | 1     | 8        | 198      | 3     | 1        | 71    | 68       | 2.79     | 1.09    |
| 2017      | SF        | 25    | 25    | 0     | 0     | 0        | 8     | 8     | 0        | 0           | .500  | 648   | 147.1    | 160      | 22          | 53       | 2     | 8        | 136      | 4     | 1        | 77    | 74       | 4.52     | 1.45    |
| 2018      | SF        | 9     | 9     | 0     | 0     | 0        | 3     | 2     | 0        | 0           | .600  | 214   | 53.0     | 46       | 8           | 13       | 0     | 5        | 38       | 2     | 0        | 19    | 19       | 3.23     | 1.11    |
| 2019      | SF        | 4     | 4     | 0     | 0     | 0        | 1     | 2     | 0        | 0           | .333  | 67    | 16.0     | 11       | 3           | 9        | 0     | 0        | 13       | 1     | 0        | 9     | 9        | 5.06     | 1.25    |
| 2020      | SF        | 12    | 12    | 0     | 0     | 0        | 2     | 3     | 0        | 0           | .400  | 277   | 63.1     | 61       | 9           | 26       | 0     | 3        | 56       | 1     | 2        | 41    | 38       | 5.40     | 1.37    |
| 2021      | SF        | 22    | 21    | 0     | 0     | 0        | 7     | 7     | 0        | 0           | .500  | 490   | 114.2    | 127      | 15          | 30       | 1     | 4        | 98       | 0     | 0        | 57    | 52       | 4.08     | 1.37    |
| 2022      | CWS       | 25    | 24    | 1     | 0     | 1        | 8     | 10    | 0        | 0           | .444  | 651   | 158.1    | 161      | 15          | 33       | 2     | 6        | 102      | 2     | 1        | 66    | 59       | 3.35     | 1.23    |
| 2023      | MIA       | 13    | 10    | 0     | 0     | 0        | 1     | 4     | 0        | 0           | .200  | 218   | 52.1     | 51       | 17          | 15       | 0     | 3        | 39       | 0     | 0        | 36    | 35       | 6.02     | 1.26    |
| 2024      | LAA       | 2     | 2     | 0     | 0     | 0        | 0     | 2     | 0        | 0           | .000  | 50    | 11.1     | 14       | 4           | 3        | 1     | 0        | 6        | 0     | 0        | 9     | 9        | 7.15     | 1.50    |
| MLB：17年 | MLB：17年 | 370   | 365   | 18    | 8     | 6        | 144   | 113   | 0        | 0           | .560  | 9373  | 2256.1   | 2094     | 253         | 637      | 22    | 120      | 1857     | 36    | 17       | 955   | 883      | 3.52     | 1.21    |

- 2024年度シーズン終了時
- 各年度の太字はリーグ最高

### WBCでの投手成績
| 年 度 | 代 表          | 登 板 | 先 発 | 勝 利 | 敗 戦 | セ ｜ ブ | 打 者 | 投 球 回 | 被 安 打 | 被 本 塁 打 | 与 四 球 | 敬 遠 | 与 死 球 | 奪 三 振 | 暴 投 | ボ ｜ ク | 失 点 | 自 責 点 | 防 御 率 |
| ----- | -------------- | ----- | ----- | ----- | ----- | -------- | ----- | -------- | -------- | ----------- | -------- | ----- | -------- | -------- | ----- | -------- | ----- | -------- | -------- |
| 2009  | ドミニカ共和国 | 1     | 1     | 1     | 0     | 0        | 19    | 4.2      | 3        | 0           | 1        | 0     | 2        | 5        | 0     | 0        | 0     | 0        | 0.00     |
| 2023  | ドミニカ共和国 | 1     | 1     | 0     | 1     | 0        | 9     | 2.0      | 4        | 1           | 0        | 0     | 0        | 2        | 0     | 0        | 3     | 3        | 13.50    |

### 年度別守備成績
| 年 度 | 球 団 | 投手（P） | 投手（P） | 投手（P） | 投手（P） | 投手（P） | 投手（P） |
| 年 度 | 球 団 | 試 合     | 刺 殺     | 補 殺     | 失 策     | 併 殺     | 守 備 率  |
| ----- | ----- | --------- | --------- | --------- | --------- | --------- | --------- |
| 2008  | CIN   | 31        | 15        | 16        | 3         | 2         | .912      |
| 2009  | CIN   | 30        | 7         | 12        | 2         | 2         | .905      |
| 2010  | CIN   | 31        | 12        | 28        | 2         | 2         | .952      |
| 2011  | CIN   | 24        | 17        | 24        | 5         | 1         | .891      |
| 2012  | CIN   | 33        | 19        | 44        | 5         | 0         | .926      |
| 2013  | CIN   | 11        | 7         | 8         | 1         | 0         | .938      |
| 2014  | CIN   | 34        | 21        | 39        | 3         | 0         | .952      |
| 2015  | CIN   | 19        | 12        | 18        | 0         | 1         | 1.000     |
| 2015  | KC    | 13        | 9         | 4         | 0         | 1         | 1.000     |
| '15計 | KC    | 32        | 21        | 22        | 0         | 2         | 1.000     |
| 2016  | SF    | 32        | 21        | 25        | 2         | 0         | .958      |
| 2017  | SF    | 25        | 7         | 15        | 0         | 3         | 1.000     |
| 2018  | SF    | 9         | 7         | 7         | 0         | 1         | 1.000     |
| 2019  | SF    | 4         | 1         | 3         | 0         | 0         | 1.000     |
| 2020  | SF    | 12        | 3         | 5         | 0         | 0         | 1.000     |
| 2021  | SF    | 22        | 12        | 14        | 3         | 1         | .897      |
| 2022  | CWS   | 25        | 11        | 15        | 1         | 2         | .963      |
| 2023  | MIA   | 13        | 3         | 7         | 0         | 1         | 1.000     |
| 2024  | LAA   | 2         | 0         | 0         | 0         | 0         | ----      |
| MLB   | MLB   | 370       | 184       | 284       | 27        | 17        | .945      |

- 2024年度シーズン終了時
- 各年度の太字はリーグ最高

### タイトル
- 最多奪三振：1回（2014年）

### 記録
- MLBオールスターゲーム選出：2回（2014年、2016年）

### 背番号
- 47（2008年 - 2023年）
- 36（2024年）

### 代表歴
- 2009 ワールド・ベースボール・クラシック・ドミニカ共和国代表
- 2017 ワールド・ベースボール・クラシック・ドミニカ共和国代表
- 2023 ワールド・ベースボール・クラシック・ドミニカ共和国代表